# موزه ملی کاشان
موزه ملی کاشان نام موزه‌ای است که در ضلع غربی باغ فین کاشان واقع شده‌است. ساختمان این موزه در سال ۱۳۴۶ بر خرابه‌های برجای مانده از خلوت نظام‌الدوله(داماد فتحعلی‌شاه) ساخته شده‌است. مساحت این بنا حدود ۳۰۰ مترمربع می‌باشد. اشیاء به نمایش درآمده در این موزه شامل بیش از ۴۰۰ قطعه اثر است که از هزاره هفتم قبل از میلاد تا دوره معاصر را دربر می‌گیرد.